# Bataille de Zabadani (février 2012)
Pour les articles homonymes, voir bataille de Zabadani.
Guerre civile syrienne
Batailles
La deuxième bataille  de Zabadani a lieu pendant la guerre civile syrienne. Après des premiers combats en janvier, Zabadani était devenue la première ville de Syrie à tomber aux mains des rebelles. Le 4 février 2012, l'armée syrienne lance une offensive qui aboutit à la prise de la ville le 11 février 2012.

## Force en présence
Le 4 février, selon l'opposition l'armée bombarde des quartiers de la ville tandis que la banlieue de la ville est prise d'assaut par l'infanterie,,. Les comités locaux de coordination annoncent que 300 véhicules blindés dont 100 chars participent à l'assaut, mais cette information n'est pas vérifiable de manière indépendante
. Selon les comités locaux de coordination, l'armée aurait rassemblé 300 véhicules blindés et 30 000 soldats, mais ces chiffres sont invérifiables. Selon Alfred de Montesquiou, envoyé spécial de Paris Match, les forces déployées par le régime syrien sont de 15 000 hommes des 4e et 10e brigades appuyés par 40 chars et commandés par Maher el-Assad.

## Déroulement

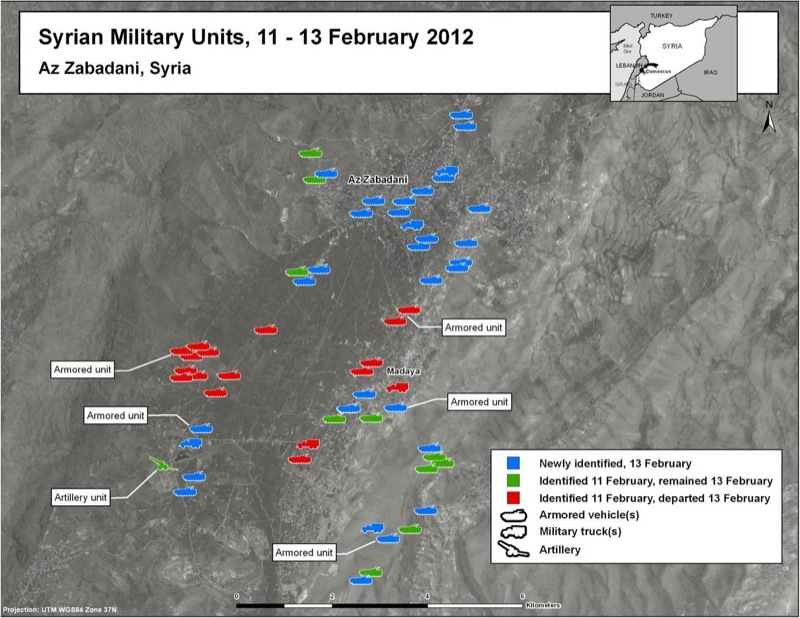
Redéploiement de forces loyalistes au sud de Az Zabadani entre le 11 et le 13 février 2012.

Le 8 février, l'opposition annonce qu'au moins dix habitants de la ville ont été tués par le bombardement des derniers jours et que quatre membres des forces spéciales ont été tués à l'extérieur de la ville tandis qu'un grand nombre d'insurgés auraient été tués durant cet affrontement ; un djihadiste étranger aurait été tué lors de ces affrontements. Deux jours plus tard, plusieurs sources d'opposition signalent que l'armée syrienne a repris le contrôle de Madaya, une ville située à quelques kilomètres au sud de Zabadani.
Les comités locaux de coordination annoncent que depuis six jours de suite l'armée bombarde la ville, tuant sept personnes et en blessant quarante autres. L'armée syrienne serait d'après eux à 300 mètres au sud de l'entrée de la ville
Le 11 février, après des bombardements l'armée entre dans certaines parties de la ville,. Cent personnes auraient été tuées dans le bombardement de la ville.
Le 13 février, l'armée procédait à des arrestations à Zabadani et à Madaya selon certains opposants. Selon un contact du Irish Times, l'armée a arrêté de nombreux insurgés, mais d'autres ont réussi à s'enfuir vers Bludan. 
Le journaliste John Ray a fait un reportage sur la bataille où l'on peut voir l'armée syrienne avancer dans la ville et vers les pentes où se cachaient les insurgés,  prenant ainsi au piège les rebelles contre la frontière libanaise.
Les comités locaux de coordination annoncent que 250 membres de l'opposition ont été arrêtés. Un contrebandier libanais déclare que l'armée syrienne a coupé avec succès les voies d'approvisionnement des insurgés.